# Straßenbahn Skowhegan–Norridgewock
Die Straßenbahn Skowhegan–Norridgewock war eine Überlandstraßenbahn in Maine (Vereinigte Staaten). 
Am 28. August 1894 wurde die Skowhegan and Norridgewock Railway and Power Company gegründet, um eine elektrische Straßenbahn von der Kreisstadt Skowhegan am Endpunkt der Bahnstrecke Brunswick–Skowhegan zum Bahnhof der Kleinstadt Norridgewock entlang der Norridgewock Avenue und River Road zu bauen. Bereits Anfang Oktober war die 9,25 Kilometer lange normalspurige Strecke fertiggestellt und ging am 14. des Monats in Betrieb. Der zweigleisige Betriebshof der Bahn befand sich in Norridgewock. In Skowhegan kreuzte die Straßenbahn die Eisenbahnstrecke niveaugleich. Außerdem bestand hier ab 1896 Anschluss zur Straßenbahn Skowhegan–Madison.
Am 2. Dezember 1896 erhielt die Bahngesellschaft die Konzession zum Bau eines Verbindungsgleises zur Eisenbahn in Skowhegan und eines Industrieanschlusses zur Skowhegan Pulp Company, um Güter von der Eisenbahn zur Fabrik zu transportieren. Beide Anschlüsse wurden jedoch nie gebaut.
1898 eröffnete die S&N etwa in der Mitte der Strecke einen Picknickplatz, der für zusätzliche Passagiere sorgen sollte. Trotzdem konnte die Bahn nie wirtschaftlich betrieben werden. Im Herbst 1903 wurde der Betrieb „vorläufig“ eingestellt. Versuche, eine neue Bahngesellschaft zu gründen, die den Betrieb übernehmen sollte, scheiterten und die Bahn wurde 1906 offiziell stillgelegt und abgebaut. Ein geschlossener kombinierter Passagier- und Stückgutwagen sowie ein offener Sommerwagen wurden 1907 von der Straßenbahn Fairfield–Shawmut übernommen.